# Concelho
Concelho (port. wym. [kõˈsɐʎu])  – jednostka podziału administracyjnego najwyższego szczebla w Republice Zielonego Przylądka. Nazwa wywodzi się od języka portugalskiego, w którym concelho oznacza gminę.